# О’Брайен (тауншип, Миннесота)
О’Брайен (англ. O'Brien) — тауншип в округе Белтрами, Миннесота, США. На 2000 год его население составило 56 человек.

## География
По данным Бюро переписи населения США площадь тауншипа составляет 93,1 км², из которых 93,1 км² занимает суша, а 0,1 км² — вода (0,08 %).

## Демография
По данным переписи населения 2000 года здесь находились 56 человек, 23 домохозяйства и 16 семей. Плотность населения —  0,6 чел./км². На территории тауншипа расположено 25 построек со средней плотностью 0,3 построек на один квадратный километр. Расовый состав населения: 96,43 % белых и 3,57 % приходится на две или более других рас.
Из 23 домохозяйств в 21,7 % воспитывались дети до 18 лет, в 69,6 % проживали супружеские пары и в 26,1 % домохозяйств проживали несемейные люди. 26,1 % домохозяйств состояли из одного человека, при том 8,7 % из — одиноких пожилых людей старше 65 лет. Средний размер домохозяйства — 2,43, а семьи — 2,82 человека.
21,4 % населения — младше 18 лет, 5,4 % — в возрасте от 18 до 24 лет, 23,2 % — от 25 до 44, 30,4 % — от 45 до 64, и 19,6 % — старше 65 лет. Средний возраст — 47 лет. На каждые 100 женщин приходилось 86,7 мужчин. На каждые 100 женщин старше 18 приходилось 100,0 мужчин.
Средний годовой доход домохозяйства составлял 12 083 доллара, а средний годовой доход семьи —  37 500 долларов. Средний доход мужчин —  16 250  долларов, в то время как у женщин — 14 583. Доход на душу населения составил 12 509 долларов. За чертой бедности находились 37,5 % семей и 35,7 % всего населения тауншипа, из которых 40,9 % младше 18 и 18,2 % старше 65 лет.